# Österreichische Arbeitsgemeinschaft für systemische Therapie und systemische Studien
Die Österreichische Arbeitsgemeinschaft für systemische Therapie und systemische Studien (ÖAS) entstand 1986 – begründet von Ludwig Reiter – aus einem Zusammenschluss von drei Instituten für Systemische Familientherapie:
- Institut für Familienberatung und Psychotherapie, Graz
- Verein Familie und Beratung, Wien
- Systemische Initiative, Salzburg

Ursprünglich war die ÖAS als Diskussionsforum und Initialzündung für systemische Studien gedacht, sollte Workshops und Kongresse organisieren und die Zeitschrift systeme herausgeben. Schließlich aber schlossen sich die drei Ausbildungsinstitute zusammen und richteten in der ÖAS eine Ausbildungskommission ein. Im Dezember 1993 wurde die ÖAS als Ausbildungseinrichtung für das Fachspezifikum für Systemische Familientherapie vom Bundesministerium anerkannt. Seit 2002 wird die Zeitschrift systeme gemeinsam mit der Systemischen Gesellschaft in Berlin herausgegeben. Heute bietet der Verein Curricula in Graz, Innsbruck, Salzburg und Wien an und stellt die größte Fachspezifikumseinrichtung – nach der Zahl der Absolventen in einer Methode – in Österreich dar. Neben den Ausbildungskooperationen mit der Sigmund Freud Privatuniversität und dem Post Graduate Center der Universität Wien bietet die ÖAS zudem eine durch die ÖVS anerkannte Ausbildung in systemischer Supervision an. 

## Historische Entwicklung
Nach Ludwig Reiter konnten sich insbesondere vier Mitglieder überregional profilieren: Joachim Hinsch übernahm (als Reiter's Nachfolger) die Leitung des renommierten Wiener Instituts für Ehe- und Familientherapie. Gerda Mehta erkundete – gemeinsam mit Erik Zika – das Gelände der Systemischen Grenzgänge. Corina Ahlers gab 1991 gemeinsam mit Ludwig Reiter einen Band heraus und Andrea Brandl-Nebehay wurde als Mitherausgeberin mit dem Standardwerk Systemische Familientherapie (Facultas Verlag) bekannt.
Die systemischen Protagonisten mehrerer Kontinente sind regelmäßig Gast bei Kongressen und in Seminaren der ÖAS. Der lösungsfokussierte Ansatz war in der ÖAS traditionell stark vertreten. Mittlerweile haben weitere Strömungen der systemischen Familientherapie wie der narrative oder der hypnosystemische Ansatz ebenso ihren Platz im Ausbildungsgeschehen erhalten.

## Obmänner und -frauen
- 1986–1991 Ludwig Reiter
- 1991–1997 Joachim Hinsch
- 1997–2003 Andrea Brandl-Nebehay
- 2003–2006 Corina Ahlers
- 2006–2009 Joachim Hinsch
- 2010–2014 Dominik M. Rosenauer
- 2015–2019 Andreas Höher
- 2020–2022 Susanne Klingan & Erik Zika
- 2023–2024 Diana Karabinova & Birgit Dietl
- 2024–2026 Erik Zika & Michaela Mühl

## Kongresse
- 1988 Wien: Systeme
- 1990 Salzburg: Reflecting Team – Reflecting Process
- 1996 Semmering: Tanz an der Grenze – Inspiration und Variation in der Systemischen Therapie
- 1999 Semmering: Störungswissen – Lösungswissen
- 2003 Semmering: Spiegelblicke – EinSichten systemischer TherapeutInnen
- 2006 Wien: Blinde Flecken
- 2014 Wien: fremd gehen
- 2019 Wien: systemic spirits, 30 Jahre ÖAS
- 2023 Salzburg: Geschichten, die die Welt bewegen – Narrative Therapie & Philosophie im Dialog